# Mjölonbärfis
Mjölonbärfis (Phimodera lapponica) är en insektsart som först beskrevs av Zetterstedt 1828.  Mjölonbärfis ingår i släktet Phimodera, och familjen sköldskinnbaggar. Arten är reproducerande i Sverige.